# Ganthagowdanahalli, Mandya
Ganthagowdanahalli là một làng thuộc tehsil Mandya, huyện Mandya, bang Karnataka, Ấn Độ.